# Jupiternelke
Die Jupiternelke (Lychnis flos-jovis (L.) Desr., Syn.: Silene flos-jovis (L.) Greuter & Burdet) ist eine Pflanzenart innerhalb der Familie der Nelkengewächse (Caryophyllaceae).

## Beschreibung

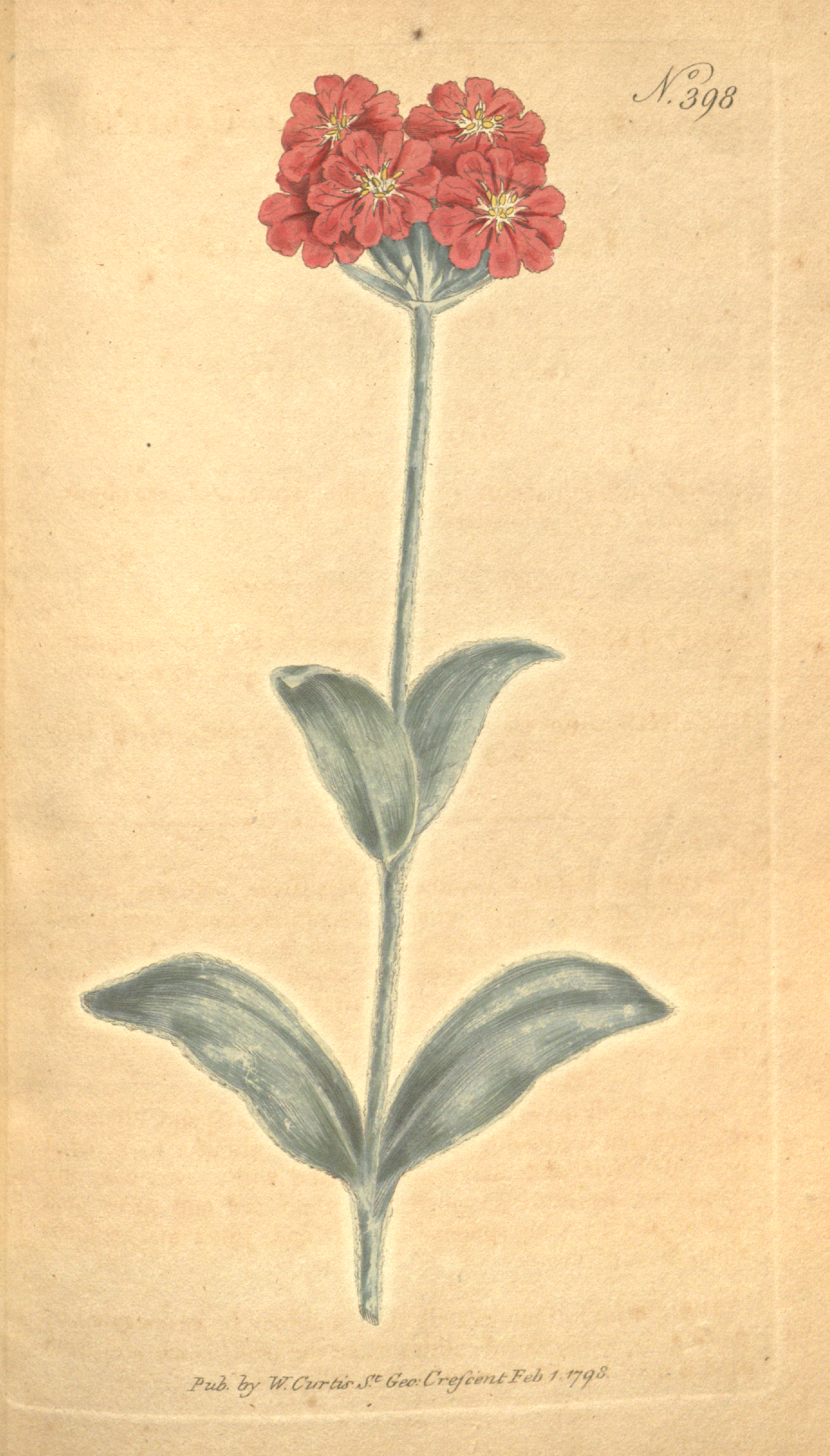
Illustration aus The Botanical Magazine, Band 12, 1798, Tafel 398

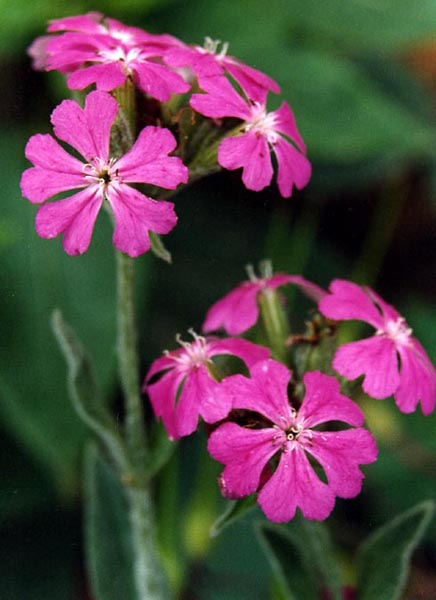
Blütenstände mit radiärsymmetrischen Blüten

### Vegetative Merkmale
Die Jupiternelke ist eine ausdauernde, krautige Pflanze, die Wuchshöhen von 60 bis 80 Zentimetern erreicht. Es ist auch eine Zwergform bekannt, die kleiner bleibt. Die oberirdischen Pflanzenteile sind dicht weißfilzig aber nicht klebrig behaart.
Sie besitzt grundständige Blattrosetten. Die Grundblätter sind spatelig bis lanzettlich und gestielt. Sie sind 7 bis 13 Zentimeter lang. Die gegenständig angeordneten Stängelblätter sind lanzettlich bis eiförmig und die oberen sind sitzend. Jeder Stängel besitzt vier oder fünf Blattpaare.

### Generative Merkmale
Die Blütezeit reicht von Mai bis Juli. Die vier bis zehn Blüten sind in einem kopfigen Blütenstand (Dichasium) angeordnet. Die Blütenstiele sind relativ kurz.
Die zwittrige Blüte ist bei einem Durchmesser von 15 bis 25 Millimetern radiärsymmetrisch mit einer doppelten Blütenhülle. Der Kelch ist weißwollig behaart und 11 bis 13 Millimeter lang. Die Kelchzähne sind dreieckig mit spitzem oberen Ende. Die fünf hell-purpurfarbenen bis karminroten, 14 bis 20 Millimeter langen Kronblätter sind zweilappig, ausgerandet und im Kronschlund sind bis 3 Millimeter hohe, zweiteilige Schuppen vorhanden. Die Nebenkrone ist zweiteilig und am Außenrand fransig gezähnt. Es sind fünf Griffel vorhanden.
Die Kapselfrucht ist kurz gestielt im Kelch, sie ist bei einer Länge von 8 bis 14 Millimetern ellipsoid bis walzlich und öffnet sich mit fünf Zähnen.
Die Chromosomenzahl beträgt 2n = 24.

## Vorkommen
Die Jupiternelke ist ein Endemit der Südwest- und Westalpen. Nach Osten hin wird sie seltener und dringt bis ins Unterengadin und ins Etschtal vor. Es gibt Fundortangaben für Frankreich, Deutschland, Österreich, die Schweiz und Italien.
Die Jupiternelke kommt der montanen bis subalpinen Höhenstufe bis in Höhenlagen von 2000 Metern vor. In Frankreich steigt sie auch bis in eine Höhenlage von 2400 Metern auf. Sie gedeiht in wärmeren Standorten auf lockeren Böden in lichten Wäldern und Gebüschen sowie auf Wiesen, Hängen und Felsen. Sie ist sowohl über Kalk als auch auf Silikat zu finden.
Die ökologischen Zeigerwerte nach Landolt et al. 2010 sind in der Schweiz: Feuchtezahl F = 2 (mäßig trocken), Lichtzahl L = 4 (hell), Reaktionszahl R = 2 (sauer), Temperaturzahl T = 2+ (unter-subalpin und ober-montan), Nährstoffzahl N = 3 (mäßig nährstoffarm bis mäßig nährstoffreich), Kontinentalitätszahl K = 4 (subkontinental).

## Taxonomie
Die Erstveröffentlichung erfolgte 1753 unter dem Namen (Basionym) Agrostemma flos-jovis durch Carl von Linné in Species Plantarum, Tomus I, S. 436. Die Neukombination zu Lychnis flos-jovis (L.) Desr. wurde 1792 durch Louis Auguste Joseph Desrousseaux in Encyclopédie Méthodique, Botanique, 3, S. 644 veröffentlicht. Bei einigen Autoren ist Silene flos-jovis (L.) Clairv. der akzeptierte Name. Diese Kombination hatte Joseph Philippe de Clairville 1811 in Manuel d'Herborisation en Suisse et en Valais, S. 145 durchgeführt. Die Systematik dieser Verwandtschaftsgruppe wird kontrovers diskutiert.

## Nutzung
Die Jupiternelke wird verbreitet als Zierpflanze in genutzt und verwildert gelegentlich. Sie ist seit spätestens 1762 in Kultur. Es gibt eine Hybride: Lychnis ×walkeri (G.A.Dicks. ex Düesberg) Mottet = Lychnis flos-jovis x Lychnis coronaria (Syn.: Silene ×walkeri (G.A.Dicks. ex Düesberg) Dawn Edwards).